# عبد الله (اسم)
عبد الله هو اسم عربي مركب مكون من جزأين عبد والله. يسمى به الذكور. وهو من الأسماء المستحبة في الإسلام، قال رسولُ الله ﷺ: «تَسَمَّوْا بأسَماءِ الأنبياء، وأحَبُّ الأسماءِ إلى الله: عَبدُ الله وعبدُ الرحمن، وأصدَقُها: حارِثٌ وهَمَّامٌ، وأقْبَحُها: حَرْبٌ ومُرَّة».
واسم عبد الله شائع أيضًا عند يهود العرب، خصوصًا يهود العراق. الاسم عبدئيل، عوبديا هو شبيه له ولديه نفس معنى الذي في العربية. كان هنالك حاخامان اثنان في المدينة المنورة قبل مجئ الإسلام؛ كانا عبد الله بن سلام وعبد الله بن شريعة. عبد الله بن سبأ كان يهودي يمني في وقت إنتشار الإسلام. كلمة الله توجد في التلمود العربي.

## أشخاص
- عبد الله بن أبي قُحافة، أبو بكر الصدّيق
- عبد الله بن عباس.
- عبد الله بن الزبير بن العوام.
- عبد الله بن سعد بن أبي السرح.
- عبد الله البطال.
- عبد الله بن عبد المطلب (545–570) أبو النبي محمد
- عبد الله بن رواحة، قائد في معركة مؤتة
- عبد الله بن مسعود (توفي في 652)، من صحابة الرسول محمد.
- عبد الله بن عمر بن الخطاب.
- عبد الله بن أبي ابن سلول (توفي في 631)، أحد قادة ورؤساء الخزرج.
- عبد الله بن عبد العزيز آل سعود، ملك المملكة العربية السعودية 2005 1 أغسطس-2015 23 يناير
- عبد الله الفيصل بن عبد العزيز آل سعود، أمير وشاعر سعودي.
- عبد الله بوكرم، رئيس الإكوادور 1996–1997
- عبد الله العادل، (1224–1227) خليفة المغرب.
- عبد الله جاب الله ،(مواليد 1956)، سياسي جزائري
- عبد الله اليافي ،(1901–1986)، رئيس الوزراء اللبناني السابق.
- عبد الله بليندة، (مواليد 1951) لاعب كرة القدم مغربي.
- عبد الله أحمد الحمود الصباح.
- عبد الله المأمون
- عبد الله بن سبأ
- عبد الله السالم الصباح
- عبد الله غيث
- عبدالله بن جعفر الصادق الملقب بالافطح وهو سابع امام من أئمة الشيعة الفطحية
- عبد الله الرضيع أحد أصغرأبناء الإمام الحسين
- عبد الله الأكبر بن الحسن بن علي أحد أبناء الحسن بن علي
- عبد الله الأول بن الحسين مؤسس المملكة الأردنية الهاشمية
- عبد الله الثاني بن الحسين ملك الأردن الحالي
- عبد الله السالم الصباح أمير الكويت السابق
- عبد الله بن محمد ثاني أبناء النبي محمد من زوجته خديجة
- عبد الله بن سلام صحابي
- عبد الله التعايشي سياسي سوداني
- عبد الله بن علي بن أبي طالب
- عبد الله السفاح المعروف بابي العباس السفاح وهو أول خلفاء الدولة العباسية
- عبد الله الرويشد مغني كويتي
- عبد الله بن علي العيوني مؤسس الدولة العيونية